# Mention de signalisation routière en France

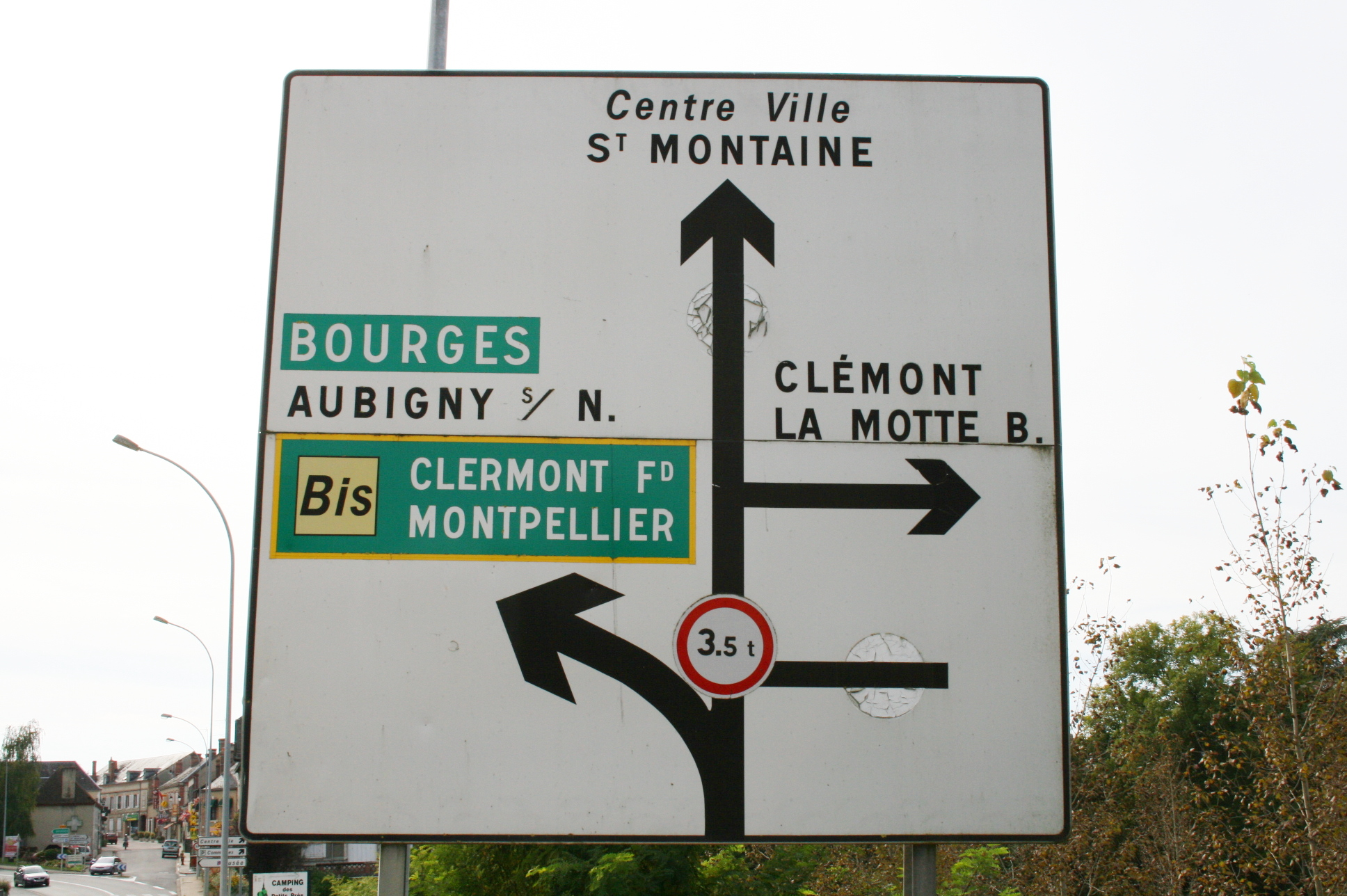
Exemple 1

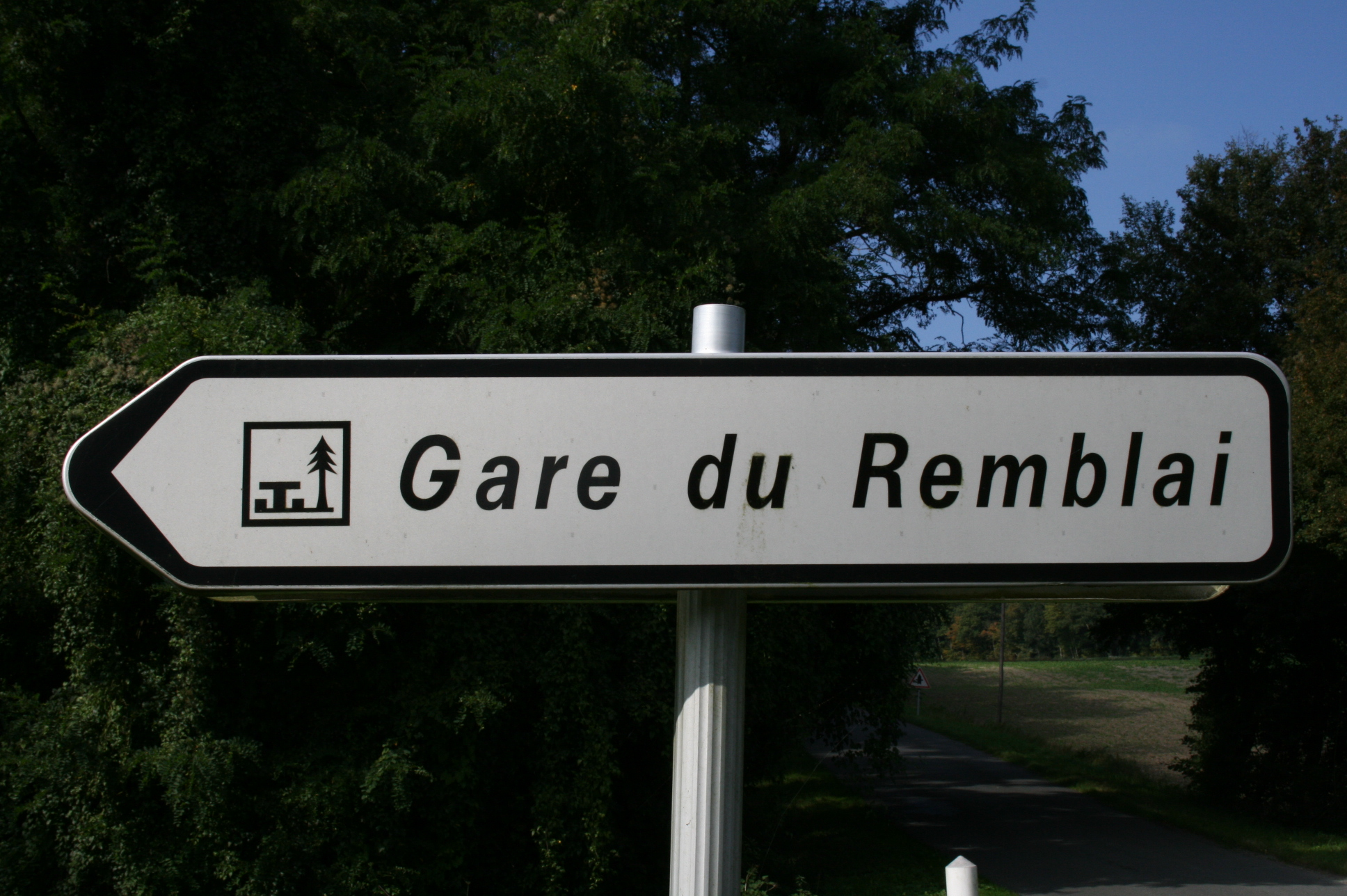
Exemple 2

Dans le domaine de la signalisation routière de jalonnement, une mention est une inscription littérale d’un nom de lieu ou de service sur un panneau de signalisation.
Dans l'exemple 1 (à droite), Bourges, Clermont-Ferrand, Montpellier mais aussi Centre-Ville sont des mentions. Par convention la mention peut ne pas reprendre la graphie complète du nom de lieu concerné, comme AUBIGNY s/ N. pour Aubigny-sur-Nère.
Dans l'exemple 2, le nom de l’aire de pique-nique « Gare du Remblai » est aussi une mention. La mention « Gare du Remblai » doit être écrite entièrement en minuscule depuis l’arrêté du 6 décembre 2011 (sauf pour les noms propres), si l'on installait ce panneau aujourd'hui il faudrait l'écrire ainsi : « gare du Remblai » ou « gare ».

## Caractères
Un caractère peut être soit une lettre (y compris les diacritiques), soit un chiffre, soit un signe (trait d'union, parenthèse, apostrophe, point, etc.), soit une abréviation courante « S/ », « S/S », « St », etc.

### Types de caractères

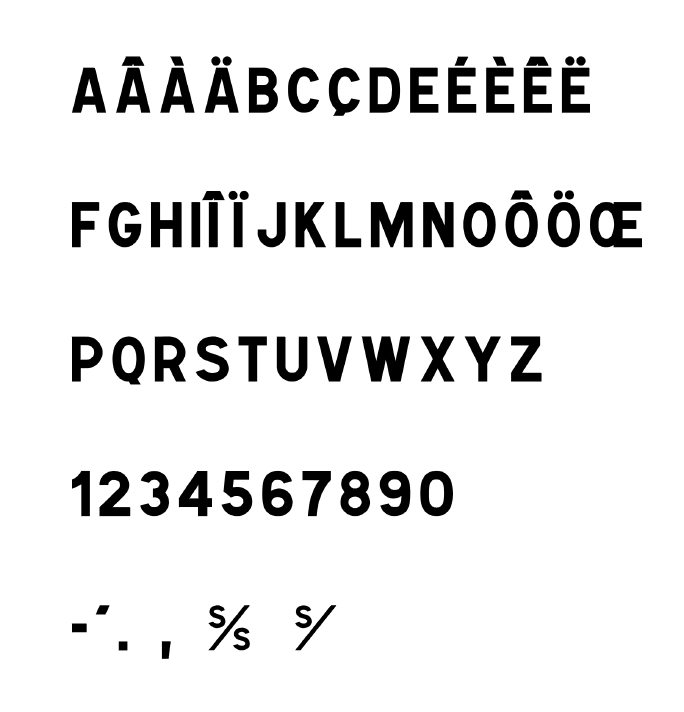
Police de caractères L1

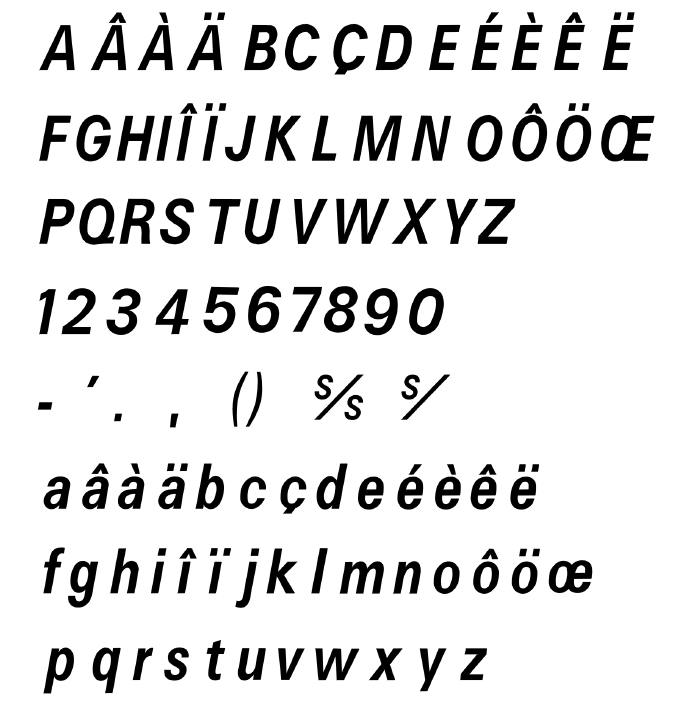
Police de caractères L4

Les inscriptions sur les panneaux sont composées en caractères droits de type L1, L2 ou L5, ou en caractères italiques de type L4.
| Type | Désignation                        | Couleur         |
| ---- | ---------------------------------- | --------------- |
| L1   | majuscules droites                 | Noirs           |
| L2   | majuscules droites                 | Blancs          |
| L4   | majuscules et minuscules italiques | Noirs ou blancs |

Il s’agit d’une police créée spécialement pour les panneaux directionnels, aux caractères condensés. Chacun des caractères doit s’inscrire dans un rectangle dont les cotes sont normées.
Ainsi pour une hauteur de 100 mm, les largeurs des 4 premières lettres des alphabets L1, L2 et L4 sont les suivants :
| Caractères | L1    | L2    | L4 majuscule | L4 minuscule |
| ---------- | ----- | ----- | ------------ | ------------ |
| A          | 76,50 | 68,00 | 78,50        | 53,25        |
| B          | 65,00 | 61,25 | 64,00        | 55,00        |
| C          | 68,75 | 63,50 | 72,00        | 54,50        |
| D          | 68,00 | 59,75 | 71,25        | 55,00        |

Ces différentes polices sont définies dans l'annexe de la première partie de l'instruction interministérielle sur la signalisation routière du 22 octobre 1963. Elles sont trouvables au format TrueType en ligne, un autre version professionnelle existe également. Il existe également les polices L11 et L12 qui servent à la signalisation sur écran LCD.

### Signes diacritiques
Les accents, trémas, cédilles doivent figurer sur les lettres minuscules et majuscules. Il n'y a pas de point sur les I et J majuscules.
À noter que cette prescription, avant de figurer dans les textes réglementaires, avait déjà été formulée en tant que recommandation dès le 12 juin 1958 par la Commission permanente de Signalisation : « les signes diacritiques (accents, trémas, cédilles) doivent être figurés, même sur les lettres capitales ».

### Symboles d'unités
Les symboles d'unités utilisés sont les suivants :

### Nombres décimaux
Lorsque sur les panneaux, panonceaux et symboles, figure un nombre décimal, le chiffre des unités est séparé du chiffre des décimales par une virgule. Malgré cette prescription, il existe de nombreux panneaux où figure un point décimal.

### Utilisation des caractères
Les inscriptions sur les panneaux sont composées, dans la majorité des cas, de caractères majuscules droits de type L1 pour les panneaux à fond clair et de type L2 pour les panneaux à fond foncé.
Les inscriptions sur les panonceaux sont réalisées à l’aide de caractères de type L1.
Les caractères italiques de type L4 sont utilisés pour des inscriptions secondaires ou complémentaires sur les panneaux de type D (direction) et de type EB (entrée et sortie d'agglomération).

## Hauteur de base et hauteur de composition

### Hauteur de base Hb
Pour une bonne lisibilité des panneaux, la hauteur des caractères est fonction de la vitesse d'approche des véhicules. On définit dans un premier temps une hauteur de base (Hb) qui servira ensuite à la définition de la hauteur de composition (Hc) qui est aussi souvent la hauteur des caractères.

### Hauteur de composition Hc

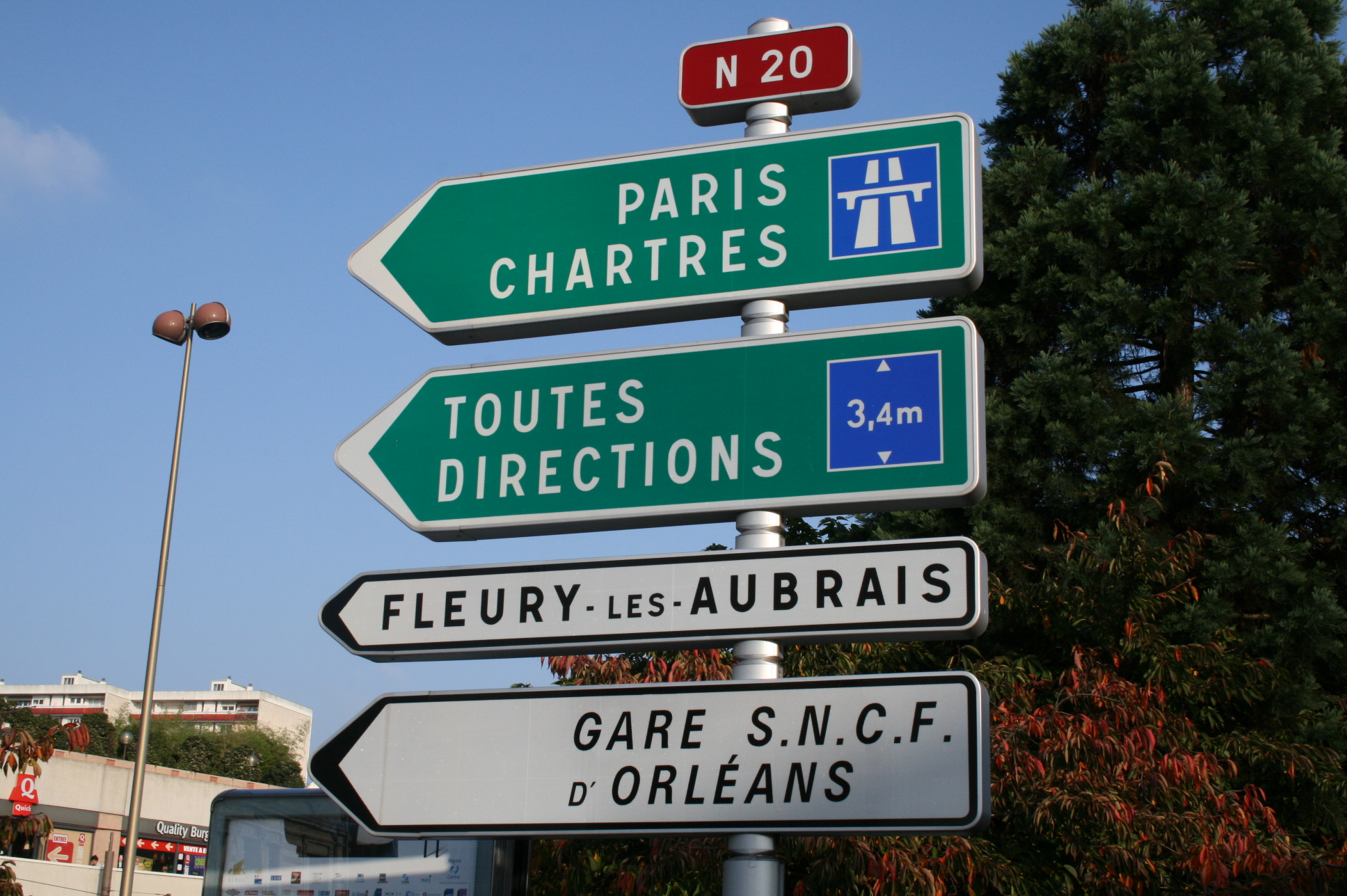
Exemple de panneaux D21b où la hauteur de composition est 100 mm. Ainsi les mentions sur fond vert font 125 mm de hauteur et celles sur fond blanc 100 mm

À partir de cette hauteur de base, on déduit la hauteur de composition (Hc) nécessaire au dimensionnement des éléments constitutifs du panneau, de la manière suivante :
| Type de panneau                        | Valeur de Hc      |
| -------------------------------------- | ----------------- |
| Panneaux à fond clair (jaune ou blanc) | Hc = Hb           |
| Panneaux à fond foncé                  | Hc = Hb + 1 gamme |
| Cartouche (jaune ou blanc)             | Hc = Hb           |

1. ↑  Hc = Hb - 1 dans le cas où le cartouche surmonte un panneau de petites dimensions, afin de rééquilibrer visuellement les surfaces.

### Gammes de hauteurs des caractères
Pour chaque type de caractère, la dimension est définie par la hauteur de la majuscule.
Les différentes gammes de hauteur de caractères (en mm) sont les suivantes :
Lorsqu’une indication principale en caractères droits (de type L1 ou de type L2) est suivie d’une indication secondaire (précision de quartier), celle-ci figure en caractères italiques de type L4 d’une hauteur inférieure d’une gamme.

## Caractéristiques des mentions
Le choix du type de caractères à utiliser pour les mentions de destination s'effectue comme suit :
- Les mentions « classées » ou « non classées » faisant l’objet d'une signalisation de localité au sens du Code de la Route, les indications génériques sont inscrites en caractères L1 ou L2.
- Les mentions de rabattement vers une autoroute sont inscrites en caractères L4.
- Les autres mentions figurent en caractères L4, majuscules si elles sont « classées », minuscules (initiale majuscule) si elles sont « non classées ».

| Mentions principales                                                                             | Caractères                                              | Hauteur |
| ------------------------------------------------------------------------------------------------ | ------------------------------------------------------- | ------- |
| Nom d'agglomération                                                                              | L1 ou L2                                                | Hc      |
| Indication globale AUTRES DIRECTIONS, TOUTES DIRECTIONS                                          | L1 ou L2                                                | Hc      |
| Rabattement vers une autoroute « A » suivi d'un nombre de 4 chiffres maxi                        | L4                                                      | Hc      |
| Rabattement vers une route « vers » suivi de N, D, C, R, F suivi d'un nombre de 4 chiffres maxi, | L4                                                      | Hc      |
| Nom de quartier                                                                                  | L4 majuscules si classées L4 minuscules si non classées | Hc      |
| Mention de service                                                                               | L4 majuscules si classées L4 minuscules si non classées | Hc      |
| Mention touristique                                                                              | L4 majuscules si classées L4 minuscules si non classées | Hc      |
| Lieux-dits, cours d'eau, forêts, hameaux…                                                        | L4 minuscules Initiale majuscule                        | Hc      |

1. ↑  Dans ce cas, le numéro de l’autoroute est complété par un symbole SC17.
2. 1 2  Ce nombre peut être complété par un indice d'ordre (A … Z, BlS, TER) inscrit en L4 de hauteur de composition Hc – 2 gammes.
3. ↑  La mention « vers » est inscrite en L4 minuscules de hauteur Hc.

| Mentions secondaires                                              | Caractères                                                       | Hauteur |
| ----------------------------------------------------------------- | ---------------------------------------------------------------- | ------- |
| Précision de quartier ou de secteur précédée par un trait d'union | L4 majuscule si classées minuscule avec initiale si non classées | Hc – 1  |
| Traduction inscrite entre parenthèses                             | L4 majuscules                                                    | Hc – 1  |
| Nom de voie inscrit entre parenthèses                             | L4 majuscules                                                    | Hc – 1  |
| Nom d'agglomération inscrit entre parenthèses                     | L4 majuscules                                                    | Hc – 1  |

| Mentions complémentaires | Caractères    | Hauteur |
| ------------------------ | ------------- | ------- |
| « péage »                | L4 minuscules | Hc – 1  |
| « par X… »               | L4 minuscules | Hc – 1  |
| « altitude… m »          | L4 minuscules | Hc – 1  |
| « commune de X… »        | L4 minuscules | Hc – 2  |